# Coeloplanidae
Famille
Les Coeloplanidae sont une famille de cténophores de l'ordre des Platyctenida. 

## Morphologie

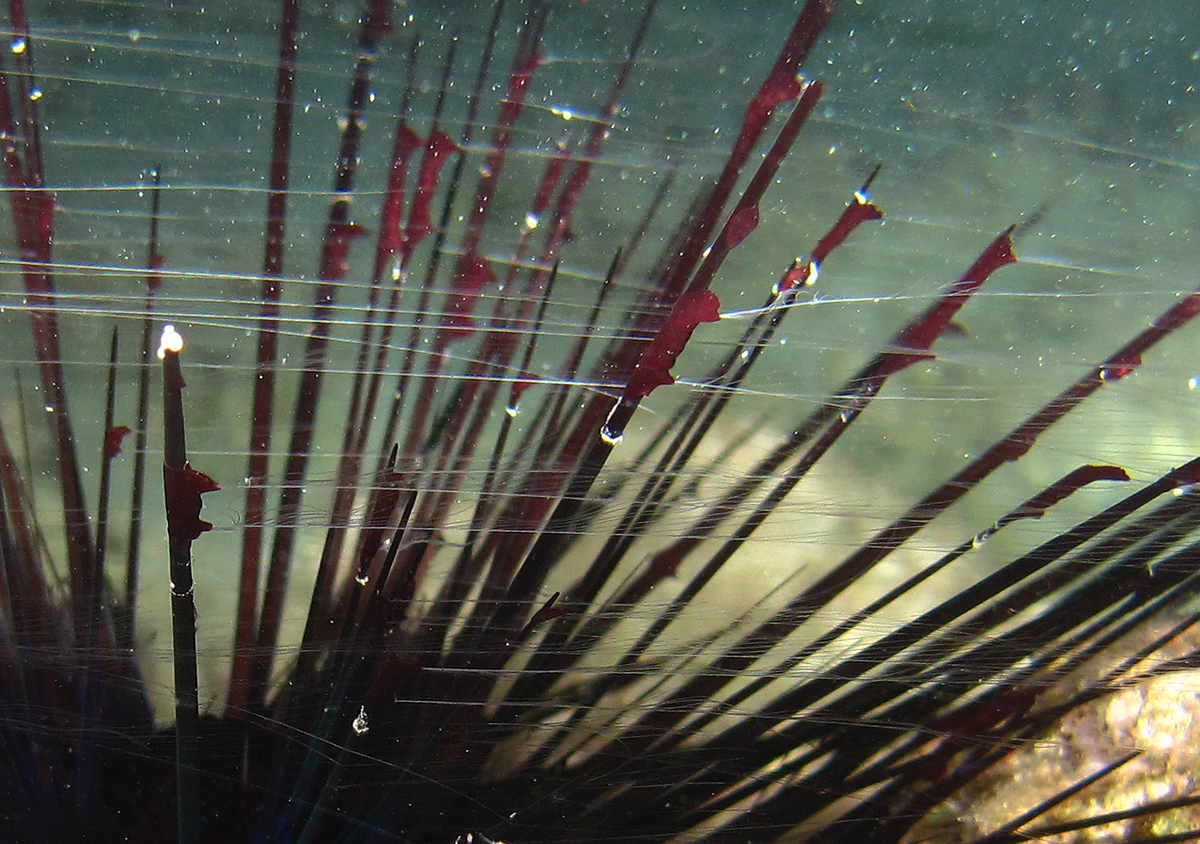
Certaines espèces benthiques vivent en association avec d'autres animaux, ici Coeloplana cf. bannwarthi avec un oursin.

Les Coeloplanidae sont des cténophores benthiques pourvus de tentacules pêcheurs. Pour mieux se confondre avec leur support, ils sont de forme très aplatie (ce qui les fait davantage ressembler à des limaces de mer ou à des vers plats). 
La plupart vivent en association avec d'autres animaux, notamment des échinodermes. 

## Liste des genres
Selon World Register of Marine Species (8 septembre 2019) :
- genre Coeloplana Kowalevsky, 1880 -- 24 espèces
- genre Vallicula Rankin, 1956 -- 1 espèce